# 尾長天満宮
尾長天満宮（おながてんまんぐう）は、広島県広島市東区山根町にある神社。

## 概要
広島における代表的な天満宮の一つであり、現存する被爆建物の一つ。大穴牟遅命・少名彦名命そして菅原道真を合祀する。鳥居と随神門をくぐると本殿、拝殿などの社殿がある。
この神社がある二葉山周辺は広島城の鬼門にあたることから築城以降様々な神社仏閣が並んでいる。その中で「二葉山山麓七福神めぐり」として7つの神社仏閣境内に七福神が祀られており、この尾長天満宮は寿老人にあたり像がある。

## 沿革
延喜元年（901年）菅原道真が大宰府に左遷される道中、尾長山（二葉山）麓に船を寄せ（当時この付近まで海だった）山を登り休憩をとった。山中のその地に村民が祠を立て道真を祀ったのが尾長天満宮の始まりとされている。
久安2年（1146年）平清盛が安芸守に任ぜられると、厳島神社や音戸の瀬戸などが整備された。ある日清盛は、この山の峰に入った時に天候が雷を伴う暴風雨と絶体絶命の状況となり、菅原道真に祈ると不思議と天は晴れわたり九死に一生を得た。清盛は感謝しこの地を「菅大臣の峰」と名付け、その祠に社殿を創建したと伝えられている。
以降、この地を治めた安芸武田氏、毛利氏、福島氏により再建された。
江戸時代初期、広島藩浅野氏初代藩主浅野長晟が京から連歌師松尾忠正を招いた。その忠正の霊夢により、山中にあった神社を現在地に移転、寛永17年（1640年）に本殿・拝殿・随神門・石鳥居などを建立し、名を「尾長天神宮」と称するようになる。以降浅野氏により芸備の祈願所として崇められた。また当時はこの山下に禅庵「石泉亭」もあった。
明治以降神仏分離により、現在の尾長天満宮と称するようになった。
1926年（大正15年）9月の集中豪雨で社殿が流出、1935年（昭和10年）饒津神社（現東区二葉の里二丁目）境内にあった招魂社を移設し本殿および拝殿とした。
また、明治以降この地の南には「東練兵場」が広がり旧陸軍の施設があり、太平洋戦争中は旧陸軍部隊が駐屯していた。1945年（昭和20年）8月6日広島市への原子爆弾投下により爆心地から約2.60kmの位置で被爆した。この際社殿は爆風により倒壊したが、焼失は免れた。南にあった東練兵場には多くの被爆者が避難してきた。翌7日にはここの下の練兵場敷地内に救護所が設置され、その中で重傷者は國前寺の救護所へ運び込まれた。
戦後、1947年（昭和22年）に社殿は修復された。

## 備考
「尾長」の由来
尾長の由来は古い言い伝えからである。
現在広島東照宮の西隣の広島神社庁がある場所に、古来マツの老木があった。この老木の幹には穴が開いていて、あるときからこの穴に黒蛇が住み着いた。それを見た人々はそのマツを「尾長」と呼び祠を建て崇めた。そこからこの地一帯は尾長と呼ばれるようになった。なおその祠は後に”尾長神社”として創建したが現存していない。
太宰原天満宮
現在の神社裏手には、道真が休憩で座ったとされる腰掛石があり、その裏手には道真が植えたとされるウメの木があった。そこから「太宰原（だざいがはら）」と呼ばれ、その地に祠を建てて祭ったのが太宰原天満宮である。この尾長と大宰原の2つが広島城築城前から現在の広島市域にあった天満宮であり、少なくとも大正初期に明星院村と呼ばれた地に社が存在していたが、現在はない。
西区天満町の天満宮
現在の西区天満町は元々広島城および城下を普請する際に普請小屋を置いたことから、「小屋新開」「小屋新町」と呼ばれていた。藩制時代になると宿場町として発展したが火事や水害が多発するようになったため、天明7年（1787年）天神（道真）にあやかり「天満町」に改名した。次に文政5年（1822年）尾長天満宮を分霊しこの地に勧請し、これが現在西区にある天満宮として存続している。
中区中島町の天満神社
元々は毛利氏の旧拠点であった現在の安芸高田市吉田町にあった天満宮であり、創建は尾長天満宮と同様に道真が吉田庄へ船で立ち寄った場所に建てた祠であった。広島城築城に伴い毛利氏により城下に移設されたが、福島氏により社地没収されたものの、浅野氏より再び建てなおされ、現在も存続している。なおその一帯は慶長年間に「天神町」と名が付き戦後の区画整理まではそう呼ばれていた。

## 交通
- JR広島駅下車、徒歩15分

## 参考資料
- 吉田直次郎『広島案内記』友田誠真堂、1913年。2014年8月4日閲覧。
- 広島市『広島原爆戦災誌』（PDF）（改良版）、2005年（原著1971年）。オリジナルの2013年12月3日時点におけるアーカイブ。2014年8月4日閲覧。
- 尾長天満宮 - 広島YWCAヒロシマの今から過去を見て回る会
- 広島ぶらり散歩 菅原道真腰掛石